# NGC 1078
NGC 1078 è una piccola e lontana galassia lenticolare (o ellittica) situata nella costellazione della Balena, a una distanza di circa 413 milioni di anni luce dalla nostra Via Lattea.

## Scoperta
La galassia è stata scoperta nel 1886 dall'astronomo statunitense Frank Muller.